# Monsunregen

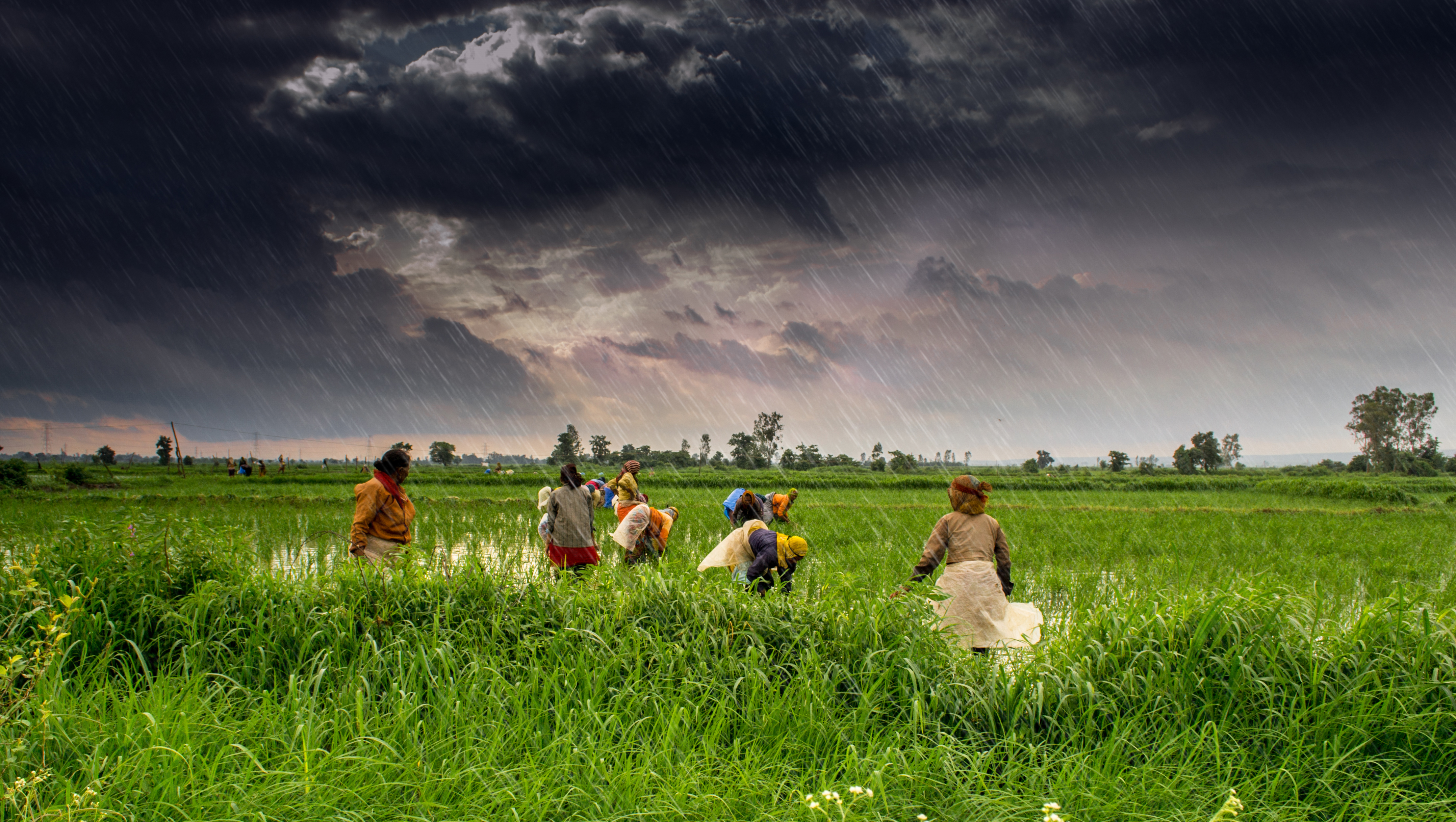
Feldarbeit in Madhya Pradesh (Indien) bei aufziehendem Monsunregen

Monsunregen nennt man sommerliche Niederschläge, die durch die Luftmassenzirkulation des Monsuns in den Tropen und einigen subtropischen Gebieten hervorgerufen werden. Der Großteil eines Monsunregens erfolgt in vergleichsweise kurzen Zeiträumen. Es handelt sich hierbei meist um einen sehr intensiven und mit meist wenigen Stunden Regendauer vergleichsweise kurzphasigen Starkregen, also insbesondere – im Regelfall – keinen Dauerregen. Da dessen Intervalle sehr kurz sind, es also pro Tag meist zwei bis drei Niederschlagsereignisse gibt, die oft erhebliche Niederschlagsmengen angeben, zeigt sich ein teils erheblicher Abflussbeiwert. Die orografischen Bedingungen des Geländes führen jedoch auch zu einer sehr stark regional aufgelösten mittleren Niederschlagsmenge, zu welcher sich keine allgemein gültigen Aussagen treffen lassen. Die nordostindische Kleinstadt Cherrapunji gilt mit Niederschlagsmengen von zum Teil deutlich über 10.000 mm/Jahr als der regenreichste Ort der Erde.

## Rolle der Monsunregenfälle

### Folgen schwacher Monsunregenfälle

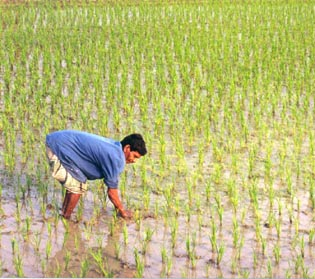
Reisfeld

Ohne die Monsunwinde und deren – im Himalaya als Schnee fallende – Niederschläge könnte die Landwirtschaft, beispielsweise in Indien, keinesfalls intensiv betrieben werden und die Bevölkerung wäre dann auch nicht annähernd versorgbar. Hierbei ist der Wintermonsun sehr trocken und zeigt nur minimale, sehr wechselhafte Niederschläge, weshalb es bei einer Verzögerung des regenreichen Sommermonsuns zu großen Dürren und in der Folge zu Ernteausfällen kommen kann. Besonders drastisch zeigen sich diese Effekte bei einer unzureichenden Vorsorge in Form von Nahrungsmittel- und Wasserreserven.
Bedingt durch eine enorme Zunahme der indischen Bevölkerung und einer gleichzeitigen Abnahme von Wasserqualität und Reservenkapazität, hatte sich die Abhängigkeit der Landwirtschaft vom Monsun im Laufe der Geschichte sehr verstärkt. Dies führte zu katastrophalen Hungersnöten in Jahren mit schwachem Monsunregen: So soll im Jahr 1770 in Bengalen ein Drittel bis die Hälfte der Bevölkerung diesem Wassermangel zum Opfer gefallen sein, 1866 ein Viertel der Bevölkerung Orissas und 1943 kam es erneut in den Bengalen, mit Schätzungen im Bereich von drei Millionen Todesopfern, zur größten Hungersnot des 20. Jahrhunderts. Durch Nothilfeprogramme wie im Jahr 1987 sowie durch Ausbau und Intensivierung der Landwirtschaft konnten in den letzten Jahrzehnten weitere Hungersnöte vermieden werden.

### Folgen starker Monsunregenfälle

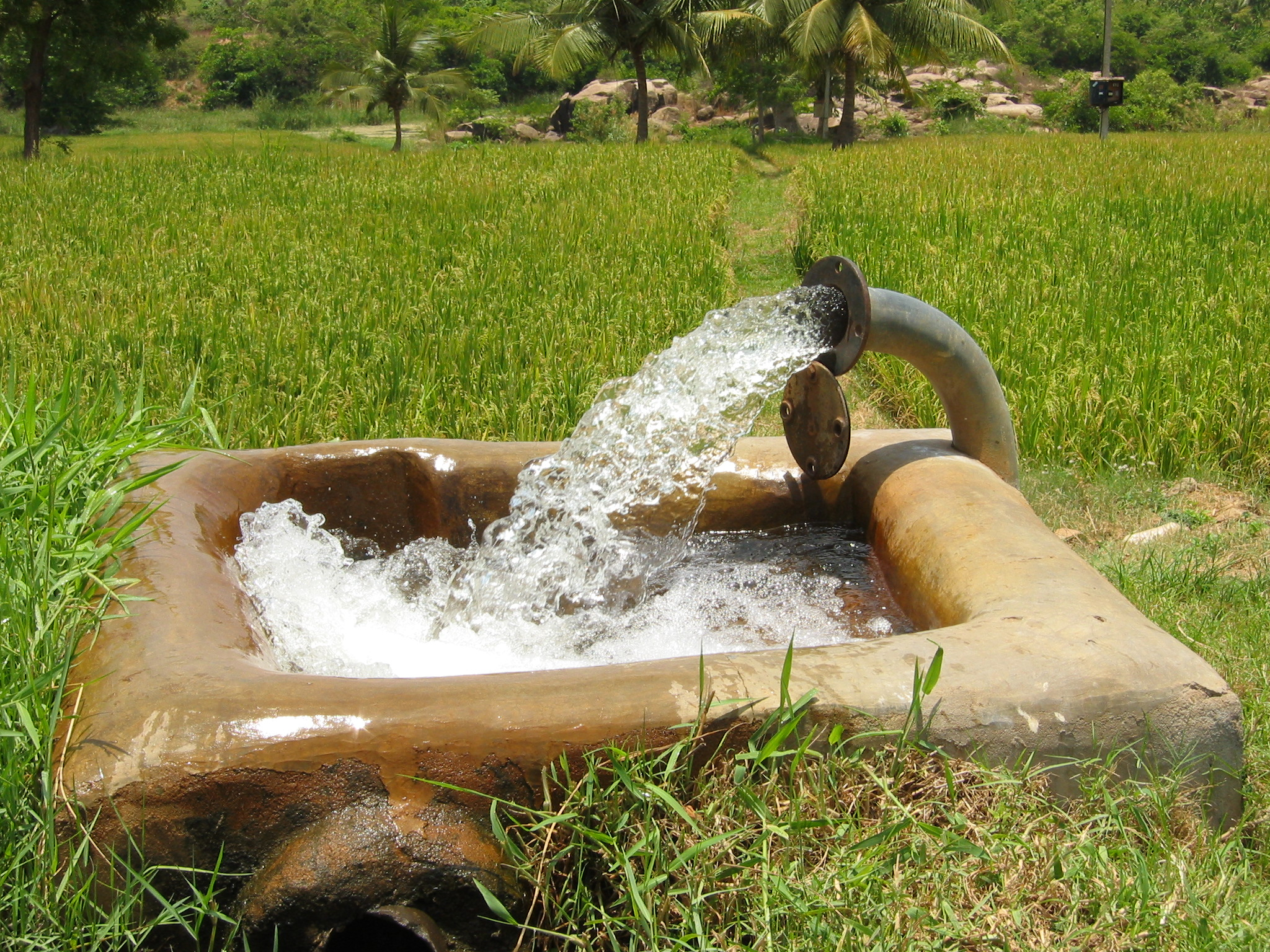
Bewässerungsanlage

Auch die starken Regenfälle des Sommermonsuns führen zu Problemen. Die durch den Monsunregen bedingten Überschwemmungen führen immer wieder zu humanitären Notsituationen. Am meisten hiervon betroffen sind die Küstengebiete von Bangladesch, welches aufgrund seiner niedrigen topografischen Lage als Abflussgebiet für die Monsunregenfälle fungiert. So haben die im Himalaya entspringenden Ströme Ganges und Brahmaputra hier ihr gemeinsames Mündungsdelta. Doch auch kleinere, stark sedimenthaltige Fließgewässer und besonders Schlammströme sind bei unangepassten Anbautechniken bzw. Pflanzenarten und der hiermit verbundenen Bodenerosion sehr folgenreich. Bei einer Bodennutzung, welche diesen Effekten nicht entgegenwirkt, kann dadurch der Mutterboden leicht abgetragen werden, was letztendlich zur Degradation des Bodens führt, vielerorts eine landwirtschaftliche Nutzung unmöglich macht und im Extremfall in einer Desertifikation münden kann.
Im Jahr 2007 wurden infolge starker Niederschläge 17 afrikanische Länder durch die stärksten Überschwemmungen seit 30 Jahren betroffen, die mindestens 250 Tote forderten. Von Senegal bis Äthiopien wurden Häuser und Ernten zerstört. Mehr als 1,5 Millionen Afrikaner wurden obdachlos. Ende September 2024 hat es in der Himalaya-Republik so viel geregnet wie seit Jahrzehnten nicht mehr. Dies forderte bislang 193 Tote.

### Trinkwasser und Wasserqualität
Eine Minderung der Bodenfruchtbarkeit bei einer gleichzeitig zunehmenden Nutzung von Umweltgiften und Düngemitteln (siehe beispielsweise die „Grüne Revolution“ in Indien) in Verbindung mit der durch die Niederschläge des Sommermonsuns umfassende Bodenauswaschung, kann auch zur Schadstoff-Kontamination der Trinkwasserreserven und zur Eutrophierung natürlicher Gewässer führen. Da sich die lokale Bevölkerung der vom Monsun betroffenen Länder, besonders in Indien, aus Gründen von Armut, Unwissenheit, Tradition, Religion oder sonstigen Ursachen sehr oft aus Fließgewässern mit „Trinkwasser“ versorgt, kann durch die teilweise katastrophale Qualität dieser Gewässer, die meist schon größere Städte und Gebiete intensiver Landwirtschaft passiert haben, eine nicht zu unterschätzende Bedrohung für die öffentliche Gesundheit erwachsen. So verfügen nur etwa zehn Prozent der indischen Städte über Kläranlagen.
Relativiert wird dies lediglich dadurch, dass diese Gewässer während des Sommermonsuns stärker mit Frischwasser verdünnt werden, was jedoch nicht immer ausreichend ist und in Nähe größerer Industrieanlagen bzw. kontaminierter Böden auch eine Anreicherung zahlreicher Schadstoffe nach sich ziehen kann.